# Imagen de disco
Una imagen de disco es un archivo o dispositivo que contiene la estructura y los contenidos completos de un dispositivo o medio de almacenamiento de datos, como un disco duro, un disquete o un disco óptico (CD, DVD). Una imagen de disco usualmente se produce creando una copia completa, sector por sector, del medio de origen y, por lo tanto, replicando perfectamente la estructura y contenidos de un dispositivo de almacenamiento.
Algunas herramientas de creación de imágenes de disco omiten el espacio no utilizado del medio de origen, o comprimen el disco que representan para reducir los requisitos de almacenamiento, aunque estos se conocen comúnmente como archivos comprimidos, ya que no son literalmente imágenes de disco.
Las imágenes de disco que recrean un disco óptico reciben el nombre de imágenes de disco óptico.

## Uso

### Historia
Originariamente las imágenes de disco eran usadas para hacer copias de seguridad y clonación de discos de disquetes, donde la replicación o almacenamiento de una estructura exacta era necesaria y eficiente.

### Copias de seguridad del sistema
Algunos programas de copias de seguridad solo copian los archivos de usuario; la información de arranque y los archivos bloqueados por el sistema operativo, como aquellos en uso al momento de la copia de seguridad, pueden no ser guardados en algunos sistemas operativos. Una imagen de disco puede contener todos los archivos, replicando fielmente todos los datos. Por esta razón, también son usadas para hacer copias de seguridad de CD y de DVD.

### Despliegue rápido de sistemas clones
Las empresas de tamaño considerable a menudo necesitan comprar o reemplazar computadoras nuevas en grandes números. Instalar el sistema operativo y los programas en cada una de ellas uno por uno exige mucho tiempo y esfuerzo y tiene una importante posibilidad de errores humanos. Por lo tanto, los administradores de sistema usan imágenes de disco para clonar rápidamente el entorno de software completamente preparado de un sistema que hace de referencia. Este método ahorra tiempo y esfuerzo y permite a los administradores enfocarse en las distinciones únicas que cada sistema deberá llevar.

## Proceso de creación de una imagen
El crear una imagen de disco se consigue con un programa adecuado. Distintos programas de creación de imágenes poseen capacidades diferentes, y pueden enfocarse en la creación de imágenes de discos duros (incluyendo la generación de copias de seguridad y restauración de discos duros), o de medios ópticos (imágenes de CD/DVD).

### Creación de imágenes de discos duros
La creación de imágenes de discos duros es usada en varias áreas de aplicaciones mayores:
- La creación de imágenes forense es el proceso en el cual los contenidos enteros del disco duro son copiados a un archivo y los valores checksum son calculados para verificar la integridad del archivo de imagen. Las imágenes forenses son obtenidas mediante el uso de herramientas de software (algunas herramientas de clonación de hardware han añadido funcionalidades forenses).

- La clonación de discos duros, como ya se ha mencionado, es habitualmente usada para replicar los contenidos de un disco duro para usarlos en otra computadora. Esto puede ser hecho por programas de solo software ya que solo requiere la clonación de la estructura de archivos y los archivos mismos.

- La creación de imágenes para recuperación de datos (al igual que en la creación de imágenes forense) es el proceso de pasar a una imagen cada sector en el disco duro de origen a otro medio del cual los archivos necesarios puedan ser recuperados. En situaciones de recuperación de datos, uno no puede confiar en la integridad de la estructura de archivos y por lo tanto una copia de sector completa es obligatoria (también similar a la creación de imágenes forense). Pero las similitudes con la creación de imágenes forense terminan aquí. Las imágenes forenses se obtienen habitualmente usando herramientas de software como EnCase y FTK. Sin embargo, las herramientas de software de creación de imágenes forense tienen una habilidad significativamente limitada para tratar con discos duros que tienen errores duros (errores que se producen por fallas en los chips de memoria[1]), el cual es a menudo el caso en la recuperación de datos y el porqué el disco duro fue presentado para la recuperación en primera instancia.

La creación de imágenes para recuperación de datos debe tener la habilidad de preconfigurar los discos duros deshabilitando ciertos atributos (como S.M.A.R.T. y G-List re-mapping) y la habilidad de trabajar con discos duros inestables (la inestabilidad de discos duros/lectura puede ser causada por desgaste mecánico y otros problemas). La creación de imágenes para recuperación de datos debe tener la habilidad de leer datos de "sectores malos". La inestabilidad de lectura es un factor mayor cuando se trabaja con discos duros en sistemas operativos como Windows. Un sistema operativo típico es limitado en su habilidad para tratar con discos duros que tomen un largo tiempo en leer. Por estas razones, el software que usa al BIOS y al sistema operativo para comunicarse con el disco duro es a menudo no exitoso en la creación de imágenes para recuperación de datos; un control de hardware separado del disco duro de origen es necesario para alcanzar todo el espectro de la creación de imágenes para recuperación de datos. Esto se debe al hecho de que el sistema operativo (mediante el BIOS) posee un cierto conjunto de protocolos o reglas para la comunicación con el disco duro que no puede ser violado (como cuando el disco duro detecta un sector erróneo). Puede que los protocolos de un disco duro no permitan que la información errónea sea propagada a través del sistema operativo; el firmware en el disco duro puede compensar esto leyendo sectores hasta los checksums, CRCs, o contraseñas ECC, o usar los datos ECC para recrear los datos dañados.
Las imágenes de recuperación de datos pueden hacer uso o no de cualquier archivo de imagen. A menudo, las imágenes de recuperación de datos se realizan de disco duro a disco duro y por lo tanto no se necesita un archivo de imagen.

## Formatos de archivo
En la mayoría de los casos, un formato de archivo está atado a un paquete de software particular. El software define y usa su propio, a menudo privativo, formato de imagen, aunque algunos formatos son ampliamente aceptados por productos competentes entre sí. Una excepción a los formatos de imagen privativos es la imagen ISO para discos ópticos, la cual incluye en conjunto los formatos ISO 9660 y UDF (Universal Disk Format, formato de disco universal), ambos definidos por estándares abiertos. Estos formatos son soportados por casi todos los paquetes de software de discos ópticos.